# Шаффлунд
Шаффлунд (нім. Schafflund) — громада в Німеччині, розташована в землі Шлезвіг-Гольштейн. Входить до складу району Шлезвіг-Фленсбург. Центр об'єднання громад Шаффлунд.
Площа — 19,09 км2. Населення становить 2826 ос. (станом на 31 грудня 2020).